# Gymnastiek op de Olympische Zomerspelen 2020 – Brug ongelijk vrouwen
De brug met ongelijke leggers voor de vrouwen op de Olympische Zomerspelen 2020 in Tokio vond plaats op 25 juli (kwalificatie) en op 1 augustus (finale). Nina Derwael won met 15.200 de Olympische medaille, het zilver was voor de Russische Anastasiia Iliankova, de Amerikaanse Sunisa Lee behaalde de bronzen medaille. 

## Format
Alle deelnemende turnsters moesten een kwalificatie-oefening turnen. De beste acht deelnemers gingen door naar de finale. Echter mochten er maximaal twee deelnemers per land in de finale komen. De scores van de kwalificatie werden bij de finale gewist, en alleen de scores die in de finale gehaald werden, telden.

## Uitslag

### Finale
- D-score; de moeilijkheidsgraad van de oefening
- E-score; de uitvoeringsscore van de oefening
- Straf; straffen die zijn gegeven door de jury
- Totaal; D-score + E-score - straf geeft de totaalscore

| Rang   | Naam                        | Land             | D-score | E-score | Straf | Totaal |
| ------ | --------------------------- | ---------------- | ------- | ------- | ----- | ------ |
| Goud   | Nina Derwael                | België           | 6.700   | 8.500   |       | 15.200 |
| Zilver | Anastasiia Iliankova        | Russische ploeg  | 6.300   | 8.533   |       | 14.833 |
| Brons  | Sunisa Lee                  | Verenigde Staten | 6.200   | 8.300   |       | 14.500 |
| 4      | Yufei Lu                    | China            | 6.000   | 8.400   |       | 14.400 |
| 5      | Elisabeth Seitz             | Duitsland        | 6.200   | 8.200   |       | 14.400 |
| 6      | Melanie de Jesus dos Santos | Frankrijk        | 6.100   | 7.933   |       | 14.033 |
| 7      | Yilin Fan                   | China            | 6.400   | 7.500   |       | 13.900 |
| 8      | Angelina Melnikova          | Russische ploeg  | 5.900   | 7.166   |       | 13.066 |

1952: Margit Korondi ·
1956: Ágnes Keleti ·
1960: Polina Astachova ·
1964: Polina Astachova ·
1968: Věra Čáslavská ·
1972: Karin Janz ·
1976: Nadia Comăneci ·
1980: Maxi Gnauck ·
1984: Ma Yanhong, Julianne McNamara ·
1988: Daniela Silivaș ·
1992: Lu Li ·
1996: Svetlana Chorkina ·
2000: Svetlana Chorkina ·
2004: Émilie Le Pennec ·
2008: He Kexin · 
2012: Alia Moestafina · 
2016: Alia Moestafina ·  
2020: Nina Derwael · 
2024: Kaylia Nemour